# Pimelea subvillifera
Pimelea subvillifera är en tibastväxtart som först beskrevs av Threlfall, och fick sitt nu gällande namn av B.L. Rye. Pimelea subvillifera ingår i släktet Pimelea och familjen tibastväxter. Inga underarter finns listade i Catalogue of Life.